# Kike Barja
Enrique Barja Afonso, mer känd som Kike Barja, född 1 april 1997 i Noáin, är en spansk fotbollsspelare (mittfältare) som representerar CA Osasuna i La Liga.

## Klubbkarriär
Kike Barja började sin karriär i CA Osasuna som åttaåring och har efter det tillhört klubben under sin ungdomskarriär och vidare upp till A-laget. Den 19 maj 2017 gjorde han sin A-lagsdebut och La liga debut då han byttes in i matchen mot Sevilla FC. I januari 2018 gjorde han sin A-lagsdebut på hemmaarenan Estadio El Sadar och gjorde ett mål i matchen mot Real Valladolid. Den 27 februari 2021 gjorde Kike Barja sitt första La ligamål när Osasuna vann på bortaplan mot lokalkonkurrenterna Alavés med 0-1. Samma säsong gjorde han totalt fem mål i matcherna i den spanska cupen vilket innebar att han vann den interna skytteligan.

## Meriter
Vinnare av Segunda División B 2015/16.
Vinnare av Segunda División 2018/19

### Webbkällor
- Kike Barja på Soccerway (engelska)
- Kike Barja på CA Osasunas hemsida (spanska)
- Kike Barja på Transfermarket (engelska)